# Kanton Conflans-Sainte-Honorine
Der Kanton Conflans-Sainte-Honorine ist seit 1964 ein französischer Wahlkreis im Arrondissement Saint-Germain-en-Laye, im Département Yvelines und in der Region Île-de-France; sein Hauptort ist Conflans-Sainte-Honorine.

## Gemeinden
Der Kanton besteht aus vier Gemeinden mit insgesamt 65.161 Einwohnern (Stand: 1. Januar 2022) auf einer Gesamtfläche von 23,79 km²:
| Gemeinde                        | Einwohner 1. Januar 2022 | Fläche km² | Dichte Einw./km² | Code INSEE | Postleitzahl |
| ------------------------------- | ------------------------ | ---------- | ---------------- | ---------- | ------------ |
| Andrésy                         | 13.663                   | 6,91       | 1.977            | 78015      | 78570        |
| Chanteloup-les-Vignes           | 10.793                   | 3,33       | 3.241            | 78138      | 78570        |
| Conflans-Sainte-Honorine        | 36.306                   | 9,90       | 3.667            | 78172      | 78700        |
| Maurecourt                      | 4.399                    | 3,65       | 1.205            | 78382      | 78780        |
| Kanton Conflans-Sainte-Honorine | 65.161                   | 23,79      | 2.739            | 7805       | –            |

Bis zur Neuordnung bestand der Kanton Conflans-Sainte-Honorine aus der Gemeinde Conflans-Sainte-Honorine. Sein Zuschnitt entsprach einer Fläche von 9,76 km2.